# Іріомотський кіт
Іріомотський кіт (лат. Prionailurus iriomotensis) — вид азійського кота, знайдений тільки на острові Іріомоте (площа 293 км²) в найпівденнішій точці хребта Рюкю, на відстані близько 200 км на схід від Тайваню. Довгий час вважався за окремий вид. З 2008 вид проходить по статусу на межі зникнення у Червоному списку Міжнародного союзу охорони природи, оскільки в дикій природі лишилося менше 250 дорослих осіб. Станом на 2007 рік на острові Іріомоте мешкало 100-109 дорослих осіб.
На японській мові кіт має назву ірімоте-яманеко (яп. 西表山猫, "іріомотський гірський кіт"). На місцевому діалекті яєямської мови кішка називається ямамаяа (яп. ヤママヤー, "кішка на горі"), ямапікарья (яп. ヤマピカリャー, "та, що блищить на горі"), та міпісукарья (яп. メーピスカリャー, "та, що має блискучі очі").

## Зовнішній вигляд

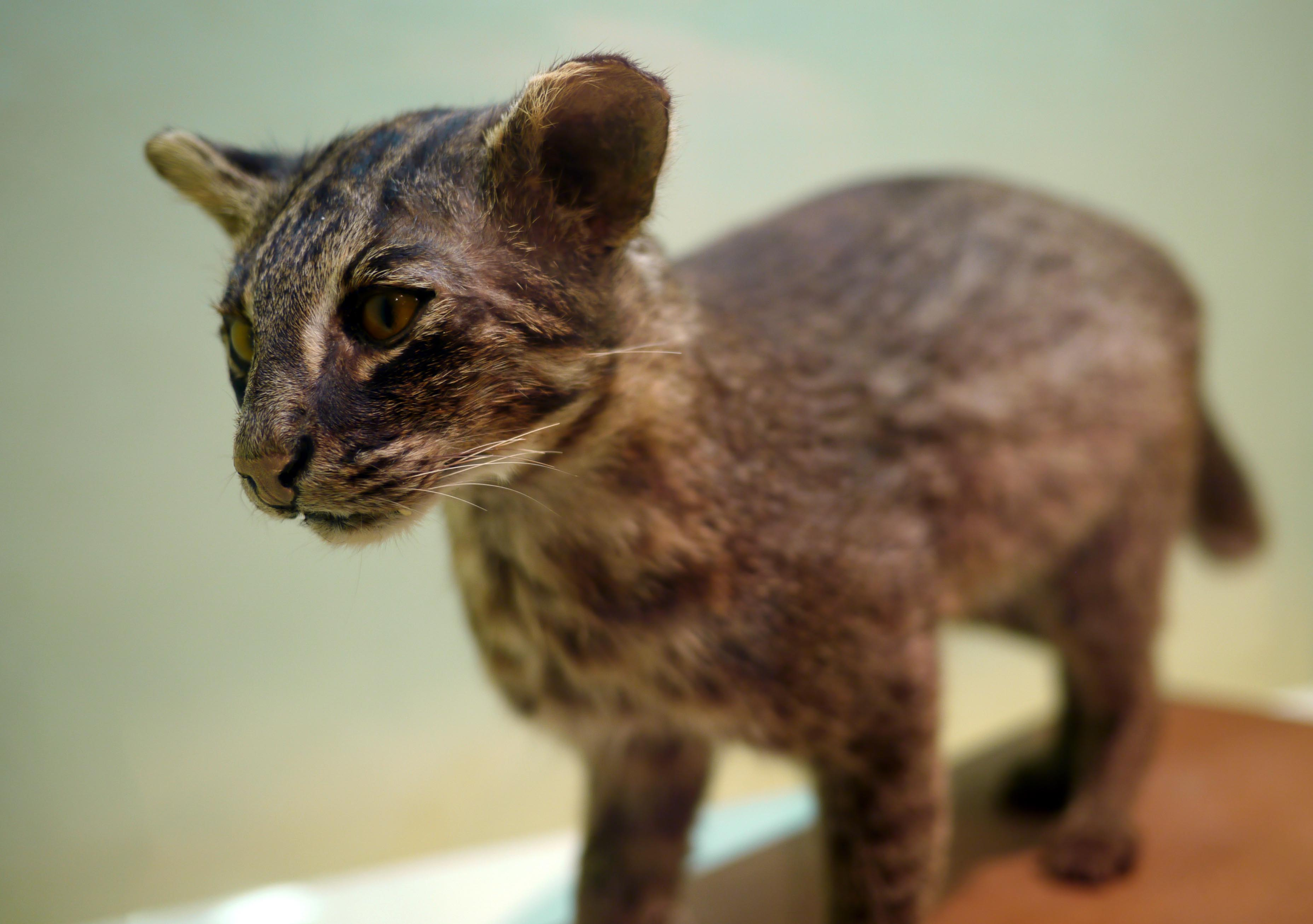
Таксидермований іріомотський кіт в Центрі збереження дикої природи Іріомоте

Хутро іріомотської кішки в основному темно-сірого та світло-коричневого кольорів; хутро на животі та внутрішній частині лап світліше та біле по щелепі. На кожній щоці є по дві темно-коричневі плями. Від чола до потилиці йдуть 5-7 смуг, але на відмінно від леопардових кішок, смуги закінчуються, не доходячи до плечей. Темно-коричневі плями укривають боки, а на грудях знаходяться 3-4 смуги неправильної форми. Хвіст темно-коричневий; на задній частині хвоста плями темніші, тоді як нижня частина однотонного кольору. Кінчик хвоста темний.
Кінчики вух округлені та мають чорні волосинки по краях. Китички на вухах відсутні. Дорослі іріомотські кішки мають білі плями на задній частині вух, але не такі виразні як у леопардових кішок. Кошенята та молоді особини не мають цих плям. Очі мають світло-янтарний колір. Ніс великий та плоский, рудувато-коричневого кольору та без волосяного покриву. Стопи мають ширину у 29-37 мм (для порівняння, у домашніх кішок ширина стоп дорівнює 24-30 мм).
Череп більш довший та вужчий, ніж у домашньої кішки. Розмір схожий на череп леопардових кішок, але дещо товщий. Через це мозок іріомотської кішки менший: вага мозку дорослого самця 30 г (для порівняння, вага мозку самця леопардового кота 42 г). Потилична кістка черепа і слухова капсула не поєднані. Підщелепний симфіз короткий.
Самці мають довжину тіла у 50-60 см та важать 3,5-5 кг. Самиці менші і мають довжину тіла у 50-55 см та важать 3-3,5 кг. Хвіст товщий біля стегон і звужується до кінчика; довжина хвоста 23-24 см. Кішки мають довгий торс та короткі товсті лапи. Шия товста, плечі м'язисті, хоча сила стрибку цих кішок порівняна слабка. На відмінно від інших малих кішок, хребет іріомотської кішки гнеться доволі слабо.
Іріомотські кішки мають шість пар різців, дві пари іклів, чотири пари премолярів, дві пари молярів. Загалом кішки мають 28 зубів. Порівнюючи з іншими кішками, включаючи невеликих диких кішок, іріомотським котам бракує одна пара премолярів на верхній щелепі поза різцями. Зуби змінюються із віком тварин і можуть допомагати визначити вік особини.
Анальні залози знаходяться навколо анусу. Це є великою відмінністю від інших видів кішок, анальні залози яких знаходяться всередині анусу.

## Ареал
Вид знайдений виключно на острові Іріомоте, який займає площу у 290 км². Кішка мешкає переважно на нижчих частинах гір у межах 300-460 м від рівня моря, які покриті субтропічним лісом. Кішки віддають перевагу жити біля річок, на краях лісів та в місцях із низькою вологістю. Ареал проживання іріомотської кішки є найменший з усіх інших диких кішок планети.

## Поведінка
Іріомотські кішки є наземними тваринами, хоча також вміють лазити по деревам та плавати. Переважно ведуть поодинокий спосіб життя. Є нічними тваринами і активні особливо у межах сутінків. Під час сонячної частини доби, сплять у дуплах дерев чи в печерах. Мітять свою територію, юринуючи та дефекуючи на каміння, пні та кущі.
Територія однієї особи варіюється від 1 до 7 км². На територію одного самця припадають території 1-2 самиць. Молоді на іноді дорослі особи можуть мандрувати по великим проміжкам земель в пошуках нічийних територій. Знайшов незайняту частину, вони мітять її і таким чином оголошують своєю. Самиці дозволяють лишатися своїм кошенятам на своїй домашній території аж поки не настане наступний сезон спаровувань.

## Харчування
Іріомотський кіт є м'ясоїдною твариною і полює на різних ссавців, птахів, рептилій, амфібій, рибу та ракоподібних. Зазвичай вживають 400-600 г їжі на добу. Оскільки на острові Іріомоте не живуть ніякі інші хижаки, іріомотські кішки мають дуже різноманітний раціон через те, що не мають інших конкурентів в своєму ареалі проживання.
До ссавців, на яких плюють ці кішки входять кролі, чорні пацюки, Pteropus dasymallus, молоді рюкютцькі дикі свині. З птахів до їх раціону входять євразійські совки, Anas poecilorhyncha, Rallina eurizonoides, Amaurornis phoenicurus, Turdus pallidus. З рептилій полюють на різних змій та Plestiodon kishinouyei. Відомо, що живляться карликовими райками, крабами та жовто-плямистими цвіркунами. Оскільки територія, на якій полюють іріомотські кішки часто припадає на заболочені та прибережні ділянки, іноді вони пірнають у воду, аби вполювати рибу, водяних птахів та прісноводних креветок.
Зазвичай дикі кішки мають звичку обдирати від пір'я птахів, які за розмірами більші за дроздових. Проте у іріомотської кішки немає такої звички і вона харчується великими птахами, не позбавляючи їх пір'я. Також, на відмінно від інших кішок, які миттєво вбивають жертву, пошкоджуючи спинний мозок, іріомотські кішки тримають свою здобич у роті допоки ті не припинять рухатися.
Підраховано, що птахи займають 60% раціону, а чорні пацюки 10-30% у більшості особин. Завдяки зразкам випорожнення, було встановлено, що птахи займали 60% раціону, чорні пацюки 30%, комахи 30%, ящірки та жаби 15-20%, кажани 3-17%, дикі свині менше 1%. На додаток, риби та ракоподібні представляли 3-4%.
Була помічена сезонна зміна раціону. Протягом всього року кішки вживають пацюків та жаб, влітку та навесні часто переходять на ящірок, взимку та восени — на цвіркунів та кажанів.

## Розмноження
Період спаровування наступає в грудні-березні, пік припадає на січень-лютий. Вагітність триває 70-80 днів. В кінці квітня-травня на світ народжується 1-3 кошеняти. Самиця створює лігво для дитинчат у дуплах дерев або карстових пустотах. Кошенята лишаються із матір'ю до 11-місячного віку. Після цього протягом декількох місяців вони лишаються поблизу матері, але ведуть незалежний спосіб життя. Статеве дозрівання наступає у 12 місяців.
В дикій природі іріомотські кішки живуть 7-8 років, у неволі — 8-9 років. Існує задокументований випадок, коли одна особина прожила в неволі 15 років.

## Охорона
Іріомотський кіт має невелику популяцію. Кількість її представників складає менше ста. Вона внесена до Міжнародної Червоної книги через свою малу чисельність і невеликий ареал проживання.